# Ubisoft Sofia
Ubisoft Sofia is een Bulgaars computerspelbedrijf gevestigd in Sofia. Het bedrijf werd in 2006 opgericht door Ubisoft en fungeert hedendaags nog steeds als een dochteronderneming van Ubisoft.
Ubisoft Sofia co-ontwikkeld veel spellen met andere Ubisoft-studios en port spellen naar verscheidene platformen.

## Spellen
| Release | Titel                                 | Platform                                               |
| ------- | ------------------------------------- | ------------------------------------------------------ |
| 2006    | Rayman Raving Rabbids                 | Nintendo DS, OS X, Windows                             |
| 2007    | CSI: 3 Dimensions of Murder           | PlayStation 2                                          |
| 2007    | Chessmaster: The Art of Learning      | Nintendo DS                                            |
| 2008    | Chessmaster Live                      | Xbox 360                                               |
| 2008    | Prince of Persia Classic              | PlayStation 3                                          |
| 2008    | Rayman Raving Rabbids 2               | Windows                                                |
| 2009    | Style Lab: Makeover                   | Nintendo DS, Nintendo DSi                              |
| 2010    | Rabbids Go Home                       | Microsoft Windows                                      |
| 2010    | Prince of Persia Trilogy              | PlayStation 3                                          |
| 2011    | Tom Clancy's Ghost Recon: Shadow Wars | Nintendo 3DS                                           |
| 2011    | Imagine: Fashion Designer             | Nintendo 3DS                                           |
| 2012    | Assassin's Creed III: Liberation      | PlayStation Vita                                       |
| 2013    | Assassin's Creed IV: Black Flag       | PlayStation 3, PlayStation 4, Wii U, Windows, Xbox 360 |
| 2014    | Assassin's Creed Liberation HD        | PlayStation 3, Windows, Xbox 360                       |
| 2014    | Assassin's Creed Rogue                | PlayStation 3, Xbox 360                                |
| 2015    | Assassin's Creed Syndicate            | PlayStation 4, Windows, Xbox One                       |
| 2017    | Assassin's Creed Origins              | PlayStation 4, Windows, Xbox One                       |
| N.n.b.  | Beyond Good and Evil 2                | N.n.b.                                                 |
| N.n.b.  | Skull & Bones                         | PlayStation 4, Windows, Xbox One                       |